# Campeonato Mundial de Snooker de 2013
O Campeonato Mundial de Snooker de 2013, ocorreu de 20 de abril a 6 de maio de 2013 no Crucible Theatre de Sheffield, na Inglaterra.
Marcou o regresso à competição de Ronnie O'Sullivan, campeão do mundo em 2012, após um ano sem competir. Embora O'Sullivan tenha caído para o 28.º lugar do ranking mundial de snooker, foi o cabeça-de-série n.º 1 e venceu o torneio.
A prova marcou a estreia de Jack Lisowski, Michael White, Ben Woollaston, Dechawat Poomjaeng, Matthew Selt, e Sam Baird. White passou para a segunda ronda ao vencer Mark Williams 10–6. Poomjaeng passou para a segunda ronda ao bater Stephen Maguire por 10–9.

## Resumo do torneio

### Primeira rodada
- Peter Ebdon participou no seu 22.º campeonato mundial consecutivo, igualando Steve Davis, aproximando-se do recorde de 27 participações consecutivas de Stephen Hendry.
- Eliminação de cabeças de série : Neil Robertson (3) por Robert Milkins (19.º no ranking mundial); Stephen Maguire (6) por Dechawat Poomjaeng (70.º); Mark Allen (7) por Mark King (30.º); John Higgins (8) por Mark Davis (16.º); Mark Williams (11) por Michael White (41.º); e Matthew Stevens (13) par Marco Fu (17.º).

### Segunda rodada
- Com a derrota de Graeme Dott frente a Shaun Murphy (11-13) deixou de haver escoceses nos quartos de final, o que não acontecia desde  1988.
- Michael White atingiu pela primeira vez os quartos de final de um torneio a contar para o ranking ao derrotar Poomjaeng 13–3 deixando uma sessão cancelada.[7] Poomjaeng perdeu o quarto jogo da partida após três tentativas falhadas de atingir bolas vermelhas visíveis ao utilizar o auxiliar Spider sobre a bola azul. Perturbado por ter perdido um jogo deste modo, Poomjaeng bateu em si mesmo para se estimular para os jogos seguintes, após um intervalo.[8]
- O'Sullivan tornou-se o primeiro campeão a defender o título desde Murphy em 2006 a atingir os quartos de final ao vencer Ali Carter 13–8, no que foi uma repetição de 2008 e da final de 2012.
- Ricky Walden atingiu os seus primeiros quartos de final no Teatro Crucible ao vencer Robert Milkins 13–11. Milkins tinha recuperado de 3–9.
- Barry Hawkins também atingiu os seus primeiros quartos de final no Teatro Crucible ao derrotar Mark Selby, então líder do ranking mundial, por 13–10.
- Em 26 de abril de 2013, o primeiro "Ladies' Day" foi celebrado no Crucible, com eventos destinados a promover a participação feminina neste desporto.[9]

### Quartas de final
- Nos quartos de final, O'Sullivan venceu 12 dos primeiros 13 jogos contra Stuart Bingham e acabou por vencer a partida por 13–4. Judd Trump recuperou de uma desvantagem por 3–8 na partida contra Murphy para vencer 13–12 após um 25.º jogo dramático que se prolongou 52 minutos. Walden venceu o galês White 13–6 e Hawkins derrotou Ding Junhui por 13–7, assim ficando eliminados do torneio todos os não-ingleses.

### Semi-finais

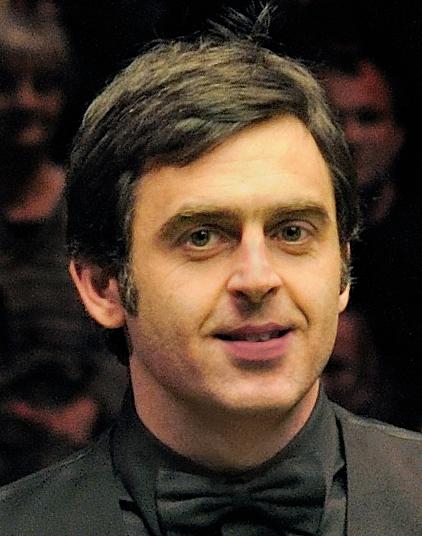
Ronnie O’Sullivan, campeão em 2012 e finalista em 2013

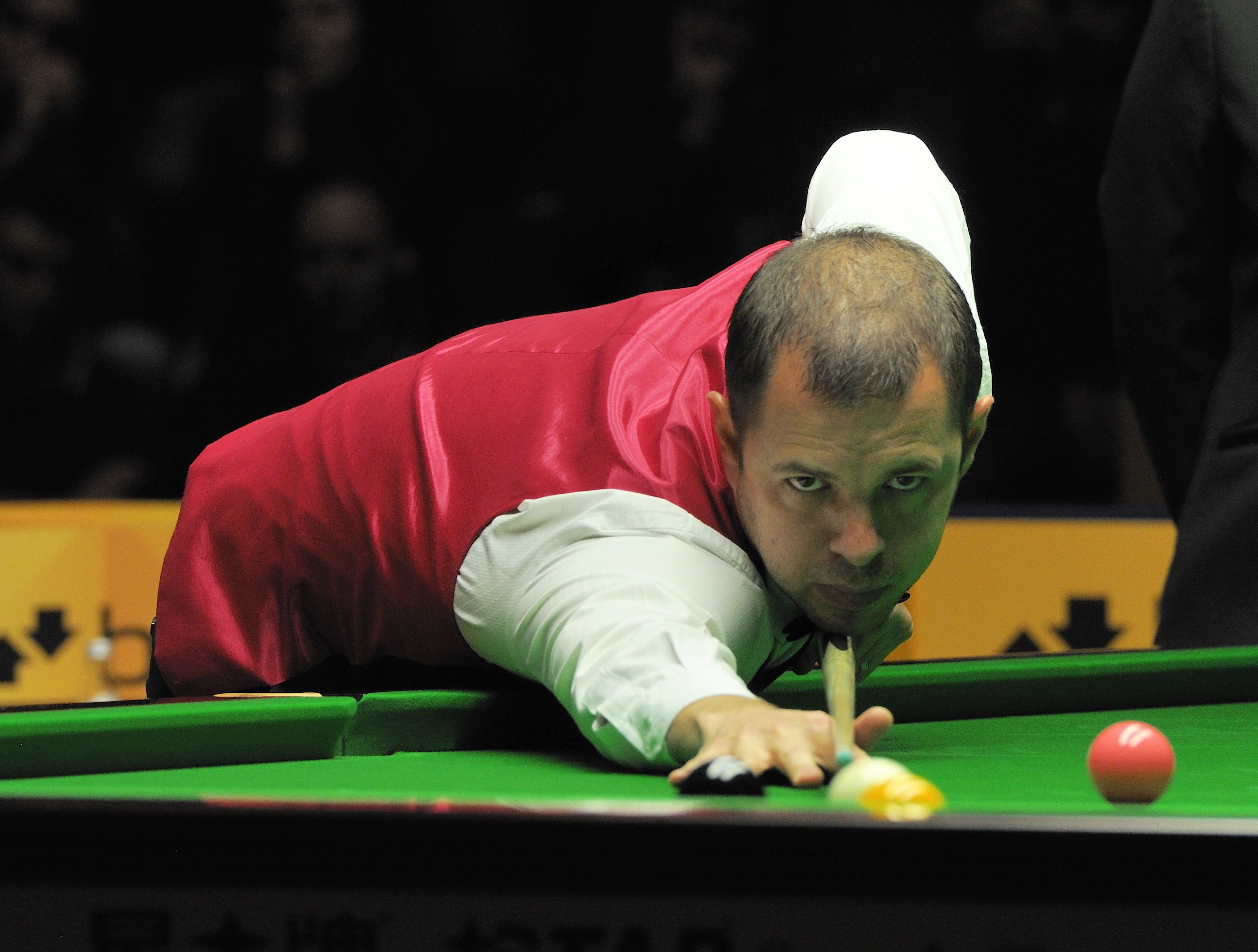
Barry Hawkins, um dos finalistas em 2013

- 2013 foi a terceira vez na história moderna do campeonato mundial em que todos os semifinalistas foram ingleses. As outras vezes foram em 1987 (quando Joe Johnson jogou com Neal Foulds e Jimmy White jogou com Steve Davis) e 1991 (quando Steve James jogou contra White e John Parrott contra Davis).
- No 23.º jogo da sua semifinal contra Trump, O'Sullivan recebeu um aviso da árbitra Michaela Tabb por supostamente ter feito um gesto obsceno com o taco. Não houve penalização por este incidente.[10]
- Nas semifinais, O'Sullivan derrotou Trump por 17–11 para se tornar no primeiro campeão em título a atingir uma meia-final desde Ken Doherty em 1998. Na outra partida, Hawkins recuperou de uma desvantagem 8–12 contra Walden para vencer por 17–14.

### Final
- O'Sullivan liderava 5–3 ao fim da primeira sessão e 10–7 ao fim da segunda. Houve cinco breaks de cem ou mais pontos no primeiro dia da final, sendo quatro de O'Sullivan e um de Hawkins. O'Sullivan, com um break de 103 no 15.º jogo, fez o seu 128.º break de cem ou mais pontos no Crucible Theatre, batendo o anterior recorde de Stephen Hendry com 127 tacadas de 100 ou mais pontos no Crucible.[11]
- Entre os espetadoers no últmo dia da final estavam o artista Damien Hirst, o ator Stephen Fry, o campeão de dardos Phil Taylor, o comediante Noel Fielding, e o guitarrista dos Kasabian, Sergio Pizzorno.[12]
- O'Sullivan liderava 15–10 após a terceira sessão e venceu a final por 18–12 conquistando o seu quinto título mundial. Foi o primeiro campeão mundial a revalidar o título desde Hendry em 1996, e o primeiro campeão que fez seis tacadas de 100 ou mais pontos numa final de campeonato mundial.[13]

## Prêmios e pontos
| Nível                            | Prémio      | Pontos        |
| -------------------------------- | ----------- | ------------- |
| Vencedor                         | 250 000 £   | 10 000        |
| Finalista                        | 125 000 £   | 8 000         |
| Semifinalistas                   | 52 000 £    | 6 400         |
| Quartos de final                 | 24 050 £    | 5 000         |
| Oitavos de final                 | 16 000 £    | 3 800         |
| 16 avos de final                 | 12 000 £    | 2 800 (1 400) |
| Quarta rodada de classificação   | 8 200 £     | 2 300 (1 150) |
| Terceira rodada de classificação | 4 600 £     | 1 800 (900)   |
| Segunda rodada de classificação  |             | 1 300 (650)   |
| Primeira rodada de classificação |             | 800 (400)     |
| Maior break nas qualificações    | 1 000 £     |               |
| Maior break televisionado        | 10 000 £    |               |
| Total                            | 1 111 000 £ |               |

- Os cabeças de série que percam o primeiro encontro só recebem metade dos pontos (indicados no quadro entre parêntesis).

## Resultados
Mostram-se de seguida os resultados de cada ronda. Os números entre parênteses ao lado de alguns dos jogadores são os seus números de cabeça-de-série (cada campeonato tem 16 cabeças de série e 16 jogadores vindo das qualificatórias). O sorteio para a primeira ronda foi feito em 15 de abril de 2013, um dia antes das primeiras qualificatórias, e foi transmitido pela Talksport às 13h30m BST. Todas as horas indicadas são as do fuso British Summer Time (UTC+1).
|  | Primeira ronda        | Primeira ronda       |                         |    | Segunda ronda      | Segunda ronda      |  |  | Quartos de final   | Quartos de final   |  |  | Semifinais         | Semifinais         |
|  | Melhor de 19 jogos    | Melhor de 19 jogos   |                         |    | Melhor de 25 jogos | Melhor de 25 jogos |  |  | Melhor de 25 jogos | Melhor de 25 jogos |  |  | Melhor de 33 jogos | Melhor de 33 jogos |
|  |                       |                      |                         |    |                    |                    |  |  |                    |                    |  |  |                    |                    |
|  | 20 de abril           |                      |                         |    |                    |                    |  |  |                    |                    |  |  |                    |                    |
|  |                       |                      |                         |    |                    |                    |  |  |                    |                    |  |  |                    |                    |
|  | Ronnie O'Sullivan (1) | 10                   |                         |    |                    |                    |  |  |                    |                    |  |  |                    |                    |
|  | Ronnie O'Sullivan (1) | 10                   | 27, 28 e 29 de abril    |    |                    |                    |  |  |                    |                    |  |  |                    |                    |
|  | Marcus Campbell       | 4                    |                         |    |                    |                    |  |  |                    |                    |  |  |                    |                    |
|  | Marcus Campbell       | 4                    | Ronnie O'Sullivan (1)   | 13 |                    |                    |  |  |                    |                    |  |  |                    |                    |
|  | 22 e 23 de abril      |                      | Ronnie O'Sullivan (1)   | 13 |                    |                    |  |  |                    |                    |  |  |                    |                    |
|  |                       | Ali Carter (16)      | 8                       |    |                    |                    |  |  |                    |                    |  |  |                    |                    |
|  | Ali Carter (16)       | Ali Carter (16)      | 8                       | 10 |                    |                    |  |  |                    |                    |  |  |                    |                    |
|  | Ali Carter (16)       |                      | 30 de abril e 1 de maio | 10 |                    |                    |  |  |                    |                    |  |  |                    |                    |
|  | Ben Woollaston        | 4                    |                         |    |                    |                    |  |  |                    |                    |  |  |                    |                    |
|  | Ben Woollaston        | 4                    | Ronnie O'Sullivan (1)   | 13 |                    |                    |  |  |                    |                    |  |  |                    |                    |
|  | 24 e 25 de abril      |                      | Ronnie O'Sullivan (1)   | 13 |                    |                    |  |  |                    |                    |  |  |                    |                    |
|  |                       | Stuart Bingham (9)   | 4                       |    |                    |                    |  |  |                    |                    |  |  |                    |                    |
|  | Stuart Bingham (9)    | Stuart Bingham (9)   | 4                       | 10 |                    |                    |  |  |                    |                    |  |  |                    |                    |
|  | Stuart Bingham (9)    | 28 e 29 de abril     |                         | 10 |                    |                    |  |  |                    |                    |  |  |                    |                    |
|  | Sam Baird             | 2                    |                         |    |                    |                    |  |  |                    |                    |  |  |                    |                    |
|  | Sam Baird             | 2                    | Stuart Bingham (9)      | 13 |                    |                    |  |  |                    |                    |  |  |                    |                    |
|  | 21 e 22 de abril      |                      | Stuart Bingham (9)      | 13 |                    |                    |  |  |                    |                    |  |  |                    |                    |
|  |                       | Mark Davis           | 10                      |    |                    |                    |  |  |                    |                    |  |  |                    |                    |
|  | John Higgins (8)      | Mark Davis           | 10                      | 6  |                    |                    |  |  |                    |                    |  |  |                    |                    |
|  | John Higgins (8)      |                      | 2, 3 e 4 de maio        | 6  |                    |                    |  |  |                    |                    |  |  |                    |                    |
|  | Mark Davis            | 10                   |                         |    |                    |                    |  |  |                    |                    |  |  |                    |                    |
|  | Mark Davis            | 10                   | Ronnie O'Sullivan (1)   | 17 |                    |                    |  |  |                    |                    |  |  |                    |                    |
|  | 20 e 21 de abril      |                      | Ronnie O'Sullivan (1)   | 17 |                    |                    |  |  |                    |                    |  |  |                    |                    |
|  |                       | Judd Trump (4)       | 11                      |    |                    |                    |  |  |                    |                    |  |  |                    |                    |
|  | Shaun Murphy (5)      | Judd Trump (4)       | 11                      | 10 |                    |                    |  |  |                    |                    |  |  |                    |                    |
|  | Shaun Murphy (5)      | 25 e 26 de abril     |                         | 10 |                    |                    |  |  |                    |                    |  |  |                    |                    |
|  | Martin Gould          | 5                    |                         |    |                    |                    |  |  |                    |                    |  |  |                    |                    |
|  | Martin Gould          | 5                    | Shaun Murphy (5)        | 13 |                    |                    |  |  |                    |                    |  |  |                    |                    |
|  | 21 e 22 de abril      |                      | Shaun Murphy (5)        | 13 |                    |                    |  |  |                    |                    |  |  |                    |                    |
|  |                       | Graeme Dott (12)     | 11                      |    |                    |                    |  |  |                    |                    |  |  |                    |                    |
|  | Graeme Dott (12)      | Graeme Dott (12)     | 11                      | 10 |                    |                    |  |  |                    |                    |  |  |                    |                    |
|  | Graeme Dott (12)      |                      | 30 de abril e 1 de maio | 10 |                    |                    |  |  |                    |                    |  |  |                    |                    |
|  | Peter Ebdon           | 6                    |                         |    |                    |                    |  |  |                    |                    |  |  |                    |                    |
|  | Peter Ebdon           | 6                    | Shaun Murphy (5)        | 12 |                    |                    |  |  |                    |                    |  |  |                    |                    |
|  | 23 e 24 de abril      |                      | Shaun Murphy (5)        | 12 |                    |                    |  |  |                    |                    |  |  |                    |                    |
|  |                       | Judd Trump (4)       | 13                      |    |                    |                    |  |  |                    |                    |  |  |                    |                    |
|  | Matthew Stevens (13)  | Judd Trump (4)       | 13                      | 7  |                    |                    |  |  |                    |                    |  |  |                    |                    |
|  | Matthew Stevens (13)  | 26 e 27 de abril     |                         | 7  |                    |                    |  |  |                    |                    |  |  |                    |                    |
|  | Marco Fu              | 10                   |                         |    |                    |                    |  |  |                    |                    |  |  |                    |                    |
|  | Marco Fu              | 10                   | Marco Fu                | 7  |                    |                    |  |  |                    |                    |  |  |                    |                    |
|  | 23 e 24 de abril      |                      | Marco Fu                | 7  |                    |                    |  |  |                    |                    |  |  |                    |                    |
|  |                       | Judd Trump (4)       | 13                      |    |                    |                    |  |  |                    |                    |  |  |                    |                    |
|  | Judd Trump (4)        | Judd Trump (4)       | 13                      | 10 |                    |                    |  |  |                    |                    |  |  |                    |                    |
|  | Judd Trump (4)        |                      |                         | 10 |                    |                    |  |  |                    |                    |  |  |                    |                    |
|  | Dominic Dale          | 5                    |                         |    |                    |                    |  |  |                    |                    |  |  |                    |                    |
|  | Dominic Dale          | 5                    |                         |    |                    |                    |  |  |                    |                    |  |  |                    |                    |
|  | 24 e 25 de abril      |                      |                         |    |                    |                    |  |  |                    |                    |  |  |                    |                    |
|  |                       |                      |                         |    |                    |                    |  |  |                    |                    |  |  |                    |                    |
|  | Neil Robertson (3)    | 8                    |                         |    |                    |                    |  |  |                    |                    |  |  |                    |                    |
|  | Neil Robertson (3)    | 8                    | 28 e 29 de abril        |    |                    |                    |  |  |                    |                    |  |  |                    |                    |
|  | Robert Milkins        | 10                   |                         |    |                    |                    |  |  |                    |                    |  |  |                    |                    |
|  | Robert Milkins        | 10                   | Robert Milkins          | 11 |                    |                    |  |  |                    |                    |  |  |                    |                    |
|  | 20 e 21 de abril      |                      | Robert Milkins          | 11 |                    |                    |  |  |                    |                    |  |  |                    |                    |
|  |                       | Ricky Walden (14)    | 13                      |    |                    |                    |  |  |                    |                    |  |  |                    |                    |
|  | Ricky Walden (14)     | Ricky Walden (14)    | 13                      | 10 |                    |                    |  |  |                    |                    |  |  |                    |                    |
|  | Ricky Walden (14)     |                      | 30 de abril e 1 de maio | 10 |                    |                    |  |  |                    |                    |  |  |                    |                    |
|  | Michael Holt          | 1                    |                         |    |                    |                    |  |  |                    |                    |  |  |                    |                    |
|  | Michael Holt          | 1                    | Ricky Walden (14)       | 13 |                    |                    |  |  |                    |                    |  |  |                    |                    |
|  | 20 e 21 de abril      |                      | Ricky Walden (14)       | 13 |                    |                    |  |  |                    |                    |  |  |                    |                    |
|  |                       | Michael White        | 6                       |    |                    |                    |  |  |                    |                    |  |  |                    |                    |
|  | Mark Williams (11)    | Michael White        | 6                       | 6  |                    |                    |  |  |                    |                    |  |  |                    |                    |
|  | Mark Williams (11)    | 25 e 26 de abril     |                         | 6  |                    |                    |  |  |                    |                    |  |  |                    |                    |
|  | Michael White         | 10                   |                         |    |                    |                    |  |  |                    |                    |  |  |                    |                    |
|  | Michael White         | 10                   | Michael White           | 13 |                    |                    |  |  |                    |                    |  |  |                    |                    |
|  | 22 e 23 de abril      |                      | Michael White           | 13 |                    |                    |  |  |                    |                    |  |  |                    |                    |
|  |                       | Dechawat Poomjaeng   | 3                       |    |                    |                    |  |  |                    |                    |  |  |                    |                    |
|  | Stephen Maguire (6)   | Dechawat Poomjaeng   | 3                       | 9  |                    |                    |  |  |                    |                    |  |  |                    |                    |
|  | Stephen Maguire (6)   |                      | 2, 3 e 4 de maio        | 9  |                    |                    |  |  |                    |                    |  |  |                    |                    |
|  | Dechawat Poomjaeng    | 10                   |                         |    |                    |                    |  |  |                    |                    |  |  |                    |                    |
|  | Dechawat Poomjaeng    | 10                   | Ricky Walden (14)       | 14 |                    |                    |  |  |                    |                    |  |  |                    |                    |
|  | 22 de abril           |                      | Ricky Walden (14)       | 14 |                    |                    |  |  |                    |                    |  |  |                    |                    |
|  |                       | Barry Hawkins (15)   | 17                      |    |                    |                    |  |  |                    |                    |  |  |                    |                    |
|  | Mark Allen (7)        | Barry Hawkins (15)   | 17                      | 8  |                    |                    |  |  |                    |                    |  |  |                    |                    |
|  | Mark Allen (7)        | 27, 28 e 29 de abril |                         | 8  |                    |                    |  |  |                    |                    |  |  |                    |                    |
|  | Mark King             | 10                   |                         |    |                    |                    |  |  |                    |                    |  |  |                    |                    |
|  | Mark King             | 10                   | Mark King               | 9  |                    |                    |  |  |                    |                    |  |  |                    |                    |
|  | 23 e 24 de abril      |                      | Mark King               | 9  |                    |                    |  |  |                    |                    |  |  |                    |                    |
|  |                       | Ding Junhui (10)     | 13                      |    |                    |                    |  |  |                    |                    |  |  |                    |                    |
|  | Ding Junhui (10)      | Ding Junhui (10)     | 13                      | 10 |                    |                    |  |  |                    |                    |  |  |                    |                    |
|  | Ding Junhui (10)      |                      | 30 de abril e 1 de maio | 10 |                    |                    |  |  |                    |                    |  |  |                    |                    |
|  | Alan McManus          | 5                    |                         |    |                    |                    |  |  |                    |                    |  |  |                    |                    |
|  | Alan McManus          | 5                    | Ding Junhui (10)        | 7  |                    |                    |  |  |                    |                    |  |  |                    |                    |
|  | 20 e 21 de abril      |                      | Ding Junhui (10)        | 7  |                    |                    |  |  |                    |                    |  |  |                    |                    |
|  |                       | Barry Hawkins (15)   | 13                      |    |                    |                    |  |  |                    |                    |  |  |                    |                    |
|  | Barry Hawkins (15)    | Barry Hawkins (15)   | 13                      | 10 |                    |                    |  |  |                    |                    |  |  |                    |                    |
|  | Barry Hawkins (15)    | 26 e 27 de abril     |                         | 10 |                    |                    |  |  |                    |                    |  |  |                    |                    |
|  | Jack Lisowski         | 3                    |                         |    |                    |                    |  |  |                    |                    |  |  |                    |                    |
|  | Jack Lisowski         | 3                    | Barry Hawkins (15)      | 13 |                    |                    |  |  |                    |                    |  |  |                    |                    |
|  | 23 e 24 de abril      |                      | Barry Hawkins (15)      | 13 |                    |                    |  |  |                    |                    |  |  |                    |                    |
|  |                       | Mark Selby (2)       | 10                      |    |                    |                    |  |  |                    |                    |  |  |                    |                    |
|  | Mark Selby (2)        | Mark Selby (2)       | 10                      | 10 |                    |                    |  |  |                    |                    |  |  |                    |                    |
|  | Mark Selby (2)        |                      |                         | 10 |                    |                    |  |  |                    |                    |  |  |                    |                    |
|  | Matthew Selt          | 4                    |                         |    |                    |                    |  |  |                    |                    |  |  |                    |                    |
|  | Matthew Selt          | 4                    |                         |    |                    |                    |  |  |                    |                    |  |  |                    |                    |

| Final (Melhor de 35 jogos) Crucible Theatre, Sheffield, 5 e 6 de maio. Árbitro: Jan Verhaas. | | |
| Ronnie O'Sullivan (1) · Inglaterra | 18–12 | Barry Hawkins (15) · Inglaterra |
| 87–4, 92–10, 0–98, 0–81, 13–101, 76–7, 113–0, 104–0, 0–73, 83–37, 9–61, 75–0, 0–91, 4–133, 103–0, 117–5, 69–62, 36–71, 134–0, 57–56, 0–90, 133–0, 75–49, 38–87, 124–7, 0–131, 18–76, 77–25, 89–8, 89–1 | Breaks de 100+ pontos: 8 (O'Sullivan 6, Hawkins 2) Break máximo de O'Sullivan: 134 Break máximo de Hawkins: 133 | 4–87, 10–92, 98–0, 81–0, 101–13, 7–76, 0–113, 0–104, 73–0, 37–83, 61–9, 0–75, 91–0, 133–4, 0–103, 5–117, 62–69, 71–36, 0–134, 56–57, 90–0, 0–133, 49–75, 87–38, 7–124, 131–0, 76–18, 25–77, 8–89, 1–89 |
| Ronnie O'Sullivan vence o torneio | | |